# おかゆ (歌手)
おかゆ（1991年6月21日 - ）は、日本の流し、歌手、シンガーソングライター、DJ、タレント。北海道札幌市出身。キャッチコピーは「平成のおんなギター流し」。本業の流しの活動の他にも、歌手としてのテレビ出演ラジオ番組の担当、タレント、MCなどマルチに活動を広げており、また六月 ゆか（むつき ゆか）名義で歌手の小金沢昇司、水田竜子らに楽曲提供も行っている作曲家でもある。更にこよなく愛する昭和歌謡のレコード収集に加えDJ OKAYUとしての活動や、カルチャースクール、 大学等での講義にも積極的に取り組んでいる。血液型A型、身長167cm、体重47kg、足のサイズ24cm。

## 来歴・人物
歌手になることが夢だった母のもと、小さい頃からすすきのなどのスナックに連れて行かれ、そこで母や店の客の歌を聞いて育つ。母がいちばん好きだった歌手が髙橋真梨子で、自身も好きになった。中学時代のニックネームは本名の「ゆか」をもじって付けられた「おかゆ」。
スーパーマーケットでたまたま読んだギャル雑誌に衝撃を受け、「ギャルになりたい」と思い立ち、17歳で上京、渋谷でコギャルとして遊んだ。しかし、その年の4月に、母が事故で急逝、母への供養と、自分がこれからどうすれば強く生きられるかを考え、母の夢であった歌手になることを胸に、貿易会社の事務員のパートをしながら歌の道を目指す。ギャル系雑誌のモデルや、資生堂ビューティーサルーンのサロンモデル、WEBショップなどのモデル活動の傍ら、様々な歌手オーディションを受けるも全て落選。リーマンショックの影響で、10代にしてパート先の貿易会社をリストラ。アルバイトで生計を立てながら六本木にあるライブバーで昭和歌謡曲を歌う。
2012年、水産庁の「魚の国のしあわせ」公式認定プロジェクトのウギャルの、「ウギャル音楽部」結成にあたり、加入の誘いを受けてメンバー入り。ファッションモデルのLieら5人で2013年7月10日に日本クラウンから鳥羽一郎の「兄弟船」をカバーしてデビュー。日本各地の港町を回り、漁の手伝いや、農業学校で臨時講師をしながらウギャル音楽部として演歌を歌い、魚介類の販売キャンペーンなどを精力的に行う。この活動を通して魚が好きになり、日本さかな検定3級を取得、マグロの解体、魚さばきなどの魚料理も得意となる。
2014年1月24日、歌手の道への最後の賭けとして、母との思い出の地であるスナックを回り、母がいつも歌ってくれていた歌謡曲を歌おうと、一人東京でスナックへの飛び込み営業を始めたが、初日は32軒連続で断られる。流しを始めると同時に、ギターを弾き始めたが、最初の持ち歌は「兄弟船」ただ1曲。左利きだが、ギターを右利き用で演奏する者が多いことからギターは右でしか弾けないものだと思い込み、右手で演奏。1年後に左利き用のギターの存在を知るも、利き手に直すことを断念し、ギターのみ右手で演奏している。訪れた店の客やママから「流し」と呼ばれ始めるも、その職業を知らず、「流し台（シンク）」の話だと誤解していた。
2014年11月、自身の音楽活動に専念する為、「ウギャル」を卒業。目標を立てないとやめてしまうと考え、母の口癖であった「七転び八起き幸せに」を数字に置き換え「7842」名の流しで出会った人々との写真を撮ることを目標として、ブログに掲載。2016年11月12日には半分の3921名を越えた。池袋、駒込、小岩、門前仲町などの東京周辺だけではなく、地方へも流しに行っており、その際は、往復の交通費、宿代を稼ぐまで帰らないスタンスでいると語っている。
2015年11月、雑誌『BRUTUS』（マガジンハウス）「スナック好き。」特集で「“平成のおんなギター流し”おかゆの九州突撃記。」として紹介され、存在が広く知られる。
2016年11月より髙橋真梨子with Henry Bandや熱帯JAZZ楽団で活動中のサックス奏者野々田万照をプロデューサーに迎え、2017年3月3日に初のソロアルバム『おんな流しのブルース』（デルコラソンレコード）を発売し、3月4日に東京の六本木でリリース記念ライブ「おかゆのひな祭り♡2017 feat.万☆照と熱燗党」（2回公演）を開催した。演歌、歌謡曲というジャンルに強いこだわりを持っていたが、おかゆの母への想いと自分の生き方を綴った詞「七転び八起き幸せに」を野々田万照がバラードにしてアルバムに収録したところ、老若男女に支持され、ポップスにも興味を持ち始めた。
2017年のCD発売後、テレビへの出演が増えた。4月6日よりBS11『あなたが出会った昭和の名曲』では、200曲以上のレパートリーを持つ実力が買われ、初のテレビレギュラー出演が実現、「おかゆの日本列島流し」コーナーで毎回日本各地の様々な場所で流しをした。当初は「生中継！おかゆの日本列島流し」として、生放送で1曲を歌ったが、2017年10月からはひと月に1都道府県を訪問する事前ロケとなり、毎回2曲歌っている。
4月12日放送の『THEカラオケ★バトル』（テレビ東京系列）に流し代表として初出場し、決勝戦に進出。5月10日放送の「異種格闘技〜悲願の初優勝争奪戦」では予選敗退となるも、ゲストのテリー伊藤から「今年の年末には紅白に出るよ」とコメントされる。10月11日には3度目の挑戦で12名の出場者の中から初優勝となった。また、12月20日には『最強女子ボーカリストカップ2017』で12名の出場者の中から2度目の優勝となった。
6月9日放送の『由紀さおりの素敵な音楽館』（BS-TBS）では美川憲一本人の前で「柳ヶ瀬ブルース」を歌唱、「今まで聴いた女性歌手の中でいちばん良かった」と評された。また、7月15日放送の『歌え!昭和のベストテン』（BS日テレ）では鶴田浩二の「傷だらけの人生」を歌唱。ゲストの加藤登紀子から「シングルカットした方が良い」と賞賛された。
10月22日には東京の六本木でソロライブ（2回公演）を行い、初のシングルCD『女三楽章』を先行発売した。また、12月14日-15日には静岡県伊東市で初のディナーショーを開催した。
2019年4月1日開催の沖縄公演を経て、流し47都道府県制覇。5月1日、『ヨコハマ・ヘンリー』でビクターエンタテインメント」よりメジャー・デビューを果たす。
2020年は新型コロナウイルスの蔓延により、殆どの予定がキャンセル。行動制限により歌手活動が一切出来なくなり、インスタライブ・TikTok等のSNSで発信するようになった。セカンドシングル『愛してよ」を10月28日に発売するも一度も人前で歌うことが出来ず、CDの発売時はインターネットによるサイン会を行う。
2021年後半になると条件付きで、徐々にキャンペーンやTV出演と活動が可能になる。6月にサンミュージックプロダクションに移籍。6月29日、渋谷「シブハチヒットビジョン」に7時 - 20時の計30回、『星旅』のMVが放映された。7月27日 - 8月30日、第一興商「DAM CHANNEL 演歌」で『星旅』の15秒SPOTが放映される。9月1日、ファンクラブ「おかゆん家（）」開設。9月25日 - 10月4日、「POP UP STORE」を渋谷丸井7階にて開催。フォトブックやお粥、グッズなどを販売。
2022年になるとマスク着用、ライブ等での声出し禁止ながら、活動がほぼ解禁された。12月16日、三重県桑名市長島町「なばなの里」にて桑名警察署一日署長を務める 。12月27日、同太一丸のレストランRoccaのライブ会場から「2023年おかゆカレンダー」の発売が始まる。
2023年はほぼコロナの規制がなくなり、超飛躍の年と位置付け、本格始動。キャンペーンやライブ等に力を入れる。6月2日 - 6月16日 渋谷宮益坂下の“愛ビジョン”にて「渋谷のマリア」MVとコメントが放映。『カラオケ まねきねこ』にて 9月9日の札幌駅前店を皮切りに9月16日・名古屋中川店、9月17日・大阪南海通店、10月7日・福岡博多駅前店、10月8日・広島流川店、10月21日・東京渋谷本店で初の「ファンミーティング」を行う。11月14日 - 20日までの1週間、『徳光和夫の名曲にっぽん』の10周年と、東京都中央区日本橋浜町の『明治座創業150周年記念行事』とのコラボ公演に出演と歌唱。11月24日桑名市中央町アピタ桑名店入口にて、桑名警察署「特殊詐欺啓発活動」を行う。12月23日桑名市寺町通「三八朝市」にて桑名警察一日署長を務める。2024年の卓上カレンダーを販売開始する。
2024年の目標に『シン・おかゆ』を掲げる。”シン”には心・信・進の意味が込められている。3月8日に授賞式が行われた『第16回CDショップ大賞2024』にて「渋谷のマリア」が【歌謡曲賞】を受賞する。流しを始めて10年目のこの年、母の命日(4月20日)に故郷の札幌で7842人目を達成した6月14日付で憧れの街・渋谷を盛り上げる、渋谷区観光協会・観光フェローに任命される。4月の秋田県由利本荘市東由利で行われた「黄桜まつり」の歌謡ショーにゲスト出演した縁で、8月31日付で同地の観光応援大使に任命された。
2025年4月30日をもって契約満了につき、4年間所属していた(株)サンミュージックプロダクションを退所し、ファンクラブ「おかゆん家」も終了。5月1日に個人事務所「株式会社ゆかプロモーション」を設立、代表に就任する。新しいファンクラブ「おかゆタウン」を発足。独立後初のシングルは6月18日発売の「ジモンジトウ」。誕生日の6月21日にギャル時代の聖地だったSHIBUYA 109で、念願の新曲発売記念ライブを行う。

## 人物
好きな食べ物は朝鮮料理、辛いもの、魚介類、スナップエンドウ、ピーマン、ヤングコーン、ジンギスカン、嫌いな食べ物はアボカド。アルコールは苦手だが、ノンアルのビールは好き。スイーツ女子で特にアイス系、中でもソフトクリームが大好物だと、ラジオやSNSで常々発信している。
趣味はファッションコーディネート、哀愁のある写真の撮影、純喫茶巡り、昭和歌謡を聴くこと。歌う際の衣装は全て自分でコーディネートし、パンツスタイルに拘りを持っている。
性格は負けず嫌いで不器用で変わり者。好きなものには真っ直ぐ。

## ディスコグラフィ

### シングル

#### インディーズ
- デルコラソンレコードからリリース。

| No. | 発売日                            | タイトル | 品番       |
| --- | --------------------------------- | --- | ---------- |
| 01  | 2017年 12月8日                    | 女三楽章 | DELCO- 622 |
| 01  | 2017年 12月8日                    | \| 01. \| オトナのワカレ \| 作詞・作曲：おかゆ 編曲：野々田万照 \| \| 02. \| ピエロ \| 作詞・作曲：おかゆ 編曲：野々田万照 \| \| 03. \| 七転び八起き幸せに（Vocal Remix） \| 作詞：おかゆ 作曲・編曲：野々田万照 \| | DELCO- 622 |
| 01  | 2017年 12月8日                    | 全曲オリジナルカラオケ有 | DELCO- 622 |
| 01. | オトナのワカレ                    | 作詞・作曲：おかゆ 編曲：野々田万照 |            |
| 02. | ピエロ                            | 作詞・作曲：おかゆ 編曲：野々田万照 |            |
| 03. | 七転び八起き幸せに（Vocal Remix） | 作詞：おかゆ 作曲・編曲：野々田万照 |            |

#### メジャー
- すべてビクターエンタテインメントからリリース。

| No.  | 発売日         | ＃        | タイトル                                                                    | 作詞       | 作曲       | 編曲       | 品番                          |
| ---- | -------------- | --------- | --------------------------------------------------------------------------- | ---------- | ---------- | ---------- | ----------------------------- |
| 01   | 2019年5月1日   | A面       | ヨコハマ・ヘンリー                                                          | OKAYU      | OKAYU      | 野々田万照 | VICL-37471                    |
| 01   | 2019年5月1日   | C/W       | 愛をはじめないで                                                            | OKAYU      | OKAYU      | 野々田万照 | VICL-37471                    |
| 01   | 2019年5月1日   | OKAYU名義 |                                                                             |            |            |            | VICL-37471                    |
| 02_1 | 2020年5月27日  | 両A面     | 愛してよ                                                                    | おかゆ     | おかゆ     | 野々田万照 |                               |
| 02_1 | 2020年5月27日  | 両A面     | 独り言                                                                      | 吉幾三     | 吉幾三     | 野々田万照 |                               |
| 02_1 | 2020年5月27日  | C/W       | すすきのルルル                                                              | おかゆ     | おかゆ     | 野々田万照 | （すすきの盤） VICL-37544     |
| 02_1 | 2020年5月27日  | C/W       | 青い鳥放つ                                                                  | おかゆ     | おかゆ     | 野々田万照 | （青い鳥盤） VICL-37545       |
| 02_1 | 2020年5月27日  | C/W       | 朝日楼                                                                      | 浅川マキ   | 不詳       | 野々田万照 | （朝日楼盤） VICL-37546       |
| 02_2 | 2020年10月28日 | 両A面     | 愛してよ                                                                    | おかゆ     | おかゆ     | 野々田万照 |                               |
| 02_2 | 2020年10月28日 | 両A面     | 独り言                                                                      | 吉幾三     | 吉幾三     | 野々田万照 |                               |
| 02_2 | 2020年10月28日 | C/W       | たまごやき                                                                  | おかゆ     | おかゆ     | 野々田万照 | （たまごやき盤） VICL-37566   |
| 02_2 | 2020年10月28日 | C/W       | おかゆの夢は夜ひらく                                                        | おかゆ     | 曾根幸明   | 野々田万照 | （おかゆの夢盤） VICL-37567   |
| 02_2 | 2020年10月28日 | C/W       | あと一枚、MV盤となる、カラオケ付のミュージックビデオ（VIZL-1811）が同時発売 |            |            |            |                               |
| 03   | 2021年6月2日   | A面       | 星旅                                                                        | おかゆ     | おかゆ     | 阿部靖広   |                               |
| 03   | 2021年6月2日   | C/W       | DOWN TOWN                                                                   | 伊藤銀次   | 山下達郎   | 斉藤真也   | （ダウンタウン盤） VICL-37840 |
| 03   | 2021年6月2日   | C/W       | 赤いペディキュア                                                            | おかゆ     | おかゆ     | 多田三洋   | （ペディキュア盤） VICL-37841 |
| 03   | 2021年6月2日   | C/W       | ガラクタのど真ん中で                                                        | おかゆ     | おかゆ     | 阿部靖広   | （ガラクタ盤） VICL-37842     |
| 04   | 2022年4月27日  | A面       | 赤いひまわり                                                                | おかゆ     | おかゆ     | 多田三洋   |                               |
| 04   | 2022年4月27日  | C/W       | 桜綴                                                                        | おかゆ     | おかゆ     | 多田三洋   | （桜綴盤） VICL-37633         |
| 04   | 2022年4月27日  | C/W       | 真夜中のマーメイド                                                          | おかゆ     | おかゆ     | 阿部靖広   | （マーメイド盤） VICL-37634   |
| 04   | 2022年4月27日  | C/W       | 夜間飛行                                                                    | 吉田旺     | 中村泰士   | 斉藤真也   | （夜間飛行盤） VICL-37635     |
| 05   | 2023年5月31日  | A面       | 渋谷のマリア                                                                | おかゆ     | おかゆ     | 新田高史   |                               |
| 05   | 2023年5月31日  | C/W       | グッドバイ・モーニング                                                      | 庄野真代   | 中島薫     | 阿部靖広   | （GM盤） VICL-37688           |
| 05   | 2023年5月31日  | C/W       | 黄昏の雨を抱いて…                                                           | おかゆ     | おかゆ     | 多田三洋   | （黄昏盤） VICL-37689         |
| 05   | 2023年5月31日  | C/W       | 雪舞桜                                                                      | おかゆ     | おかゆ     | 多田三洋   | （雪舞桜盤） VICL-37690       |
| 06   | 2024年5月1日   | A面       | 渋谷ぼっちの歌謡曲                                                          | おかゆ     | おかゆ     | 鈴木豪     |                               |
| 06   | 2024年5月1日   | C/W       | 遥かな人へ                                                                  | 高橋真梨子 | 松田良     | 斉藤真也   | （遥かな人へ盤） VICL-37733   |
| 06   | 2024年5月1日   | C/W       | ロンリー・ガール                                                            | 松本隆     | 筒美京平   | 鈴木豪     | （遥かな人へ盤） VICL-37733   |
| 06   | 2024年5月1日   | C/W       | ミッドナイトメモリー                                                        | おかゆ     | おかゆ     | 綾瀬悠     | （ミッドナイト盤） VICL-37734 |
| 06   | 2024年5月1日   | C/W       | CAT'S EYE                                                                   | 三浦徳子   | 小田裕一郎 | 綾瀬悠     | （ミッドナイト盤） VICL-37734 |
| 06   | 2024年5月1日   | C/W       | 七転び八起き幸せに2024                                                      | おかゆ     | 野々田万照 | 鈴木豪     | （八起き盤） VICL-37735       |
| 06   | 2024年5月1日   | C/W       | 夜空                                                                        | 山口洋子   | 平尾昌晃   | 鈴木豪     | （八起き盤） VICL-37735       |
| 07   | 2025年6月18日  | A面       | ジモンジトウ                                                                | おかゆ     | おかゆ     | 船山基紀   |                               |
| 07   | 2025年6月18日  | C/W       | G線上のマリア                                                               | おかゆ     | J.S.Bach   | 斉藤真也   | （G線上盤） VICL-37783        |
| 07   | 2025年6月18日  | C/W       | シブヨル                                                                    | おかゆ     | おかゆ     | 阿部靖広   | （シブヨル盤） VICL-37784     |
| 07   | 2025年6月18日  | C/W       | 桑名の渡し                                                                  | おかゆ     | おかゆ     | 新田高史   | （桑名盤） VICL-37785         |

### アルバム

#### インディーズ
- すべてデルコラソンレコードからリリース。

| 01. | おんな流しのブルース             | 作詞：おかゆ 作曲・編曲：野々田万照                      |
| 02. | 愛 彷徨い人（KOI-KOI☆PANCHOS）   | 作詞：GU☆CCI 作曲・編曲：野々田万照                      |
| 03. | 誘闇                             | 作詞：おかゆ 作曲・編曲：野々田万照                      |
| 04. | 別れの朝（ペドロ＆カプリシャス） | 作詞：なかにし礼 作曲：ウド・ユルゲンス 編曲：野々田万照 |
| 05. | アバンチュール柳ケ瀬             | 作詞：野々田万照 作曲・編曲：野々田万照                  |
| 06. | 天城越え（石川さゆり）           | 作詞：吉岡治 作曲：弦哲也 編曲：野々田万照               |
| 07. | 七転び八起き幸せに               | 作詞：おかゆ 作曲・編曲：野々田万照                      |

| 01. | 82回目の春                 | 作詞：野々田万照 作曲:おかゆ 編曲：野々田万照    |
| 02. | あした晴れ！               | 作詞：おかゆ 作曲・編曲：野々田万照              |
| 03. | ガタコト揺れて             | 作詞・作曲：おかゆ 編曲：野々田万照              |
| 04. | 雨に濡れて（雨の交差点）   | 作詞・作曲：おかゆ 編曲：野々田万照              |
| 05. | 石狩挽歌（北原ミレイ）     | 作詞：なかにし礼 作曲：浜圭介 編曲：野々田万照   |
| 06. | 人形の家（弘田三枝子）     | 作詞：なかにし礼 作曲：川口真 編曲：野々田万照   |
| 07. | 恋の奴隷（奥村チヨ）       | 作詞：なかにし礼 作曲：鈴木邦彦 編曲：野々田万照 |
| 08. | すずめの涙（桂銀淑）       | 作詞：荒木とよひさ 作曲：浜圭介 編曲：野々田万照 |
| 09. | 酒と泪と男と女（河島英五） | 作詞・作曲：河島英五 編曲：野々田万照            |

#### メジャー
- すべてビクターエンタテインメントからリリース。

| 01. | オトナのワカレ           | 作詞・作曲：おかゆ 編曲：野々田万照                      |
| 02. | 82回目の春               | 作詞：野々田万照 作曲：おかゆ 編曲：野々田万照           |
| 03. | 七転び八起き幸せに       | 作詞：おかゆ 作曲・編曲：野々田万照                      |
| 04. | ガタゴト揺れて           | 作詞・作曲：おかゆ 編曲：野々田万照                      |
| 05. | おんな流しのブルース     | 作詞：おかゆ 作曲・編曲：野々田万照                      |
| 06. | ピエロ                   | 作詞・作曲：おかゆ 編曲：野々田万照                      |
| 07. | 雨に濡れて（雨の交差点） | 作詞・作曲：おかゆ 編曲：野々田万照                      |
| 08. | 青春の忘れもの（※）      | 作詞：伊東美和 作曲：六月ゆか＋吉永幸一 編曲：野々田万照 |

| 01. | 魔法の絨毯（川崎鷹也）               | 作詞・作曲：川崎鷹也 編曲：阿部靖広                |
| 02. | Myra（Tani Yuuki）                   | 作詞・作曲：Tani Yuuki 編曲：高田 透               |
| 03. | 香水（瑛太）                         | 作詞・作曲：8s 編曲：高田 透                       |
| 04. | 24時間の神話（VOICE）                | 作詞・作曲：別所秀彦 編曲：阿部靖広                |
| 05. | 難破船（中森明菜）                   | 作詞・作曲：加藤登紀子 編曲：斉藤真也              |
| 06. | たそがれマイ・ラブ（大橋純子）       | 作詞：阿久悠 作曲：筒美京平 編曲：斉藤真也         |
| 07. | 別れの朝（ペドロ&カプリシャス）（※） | 訳詞：なかにし礼 作曲：JUERGENS UDO 編曲：斉藤真也 |
| 08. | 秋桜（山口百恵）                     | 作詞・作曲：さだまさし 編曲：斉藤真也              |
| 09. | 朝日楼（ちあきなおみ）（※）          | 作詞：浅川マキ 作曲：不詳 編曲：野々田万照         |
| 10. | おかゆの夢は夜ひらく                 | 作詞：おかゆ 作曲：曾根幸明 編曲：野々田万照       |

| 01. | 雲の上（心之助）                        | 作詞・作曲：心之助 編曲：高田 透             |
| 02. | 残酷な天使のテーゼ（高橋洋子）          | 作詞：及川眠子 作曲：佐藤英敏 編曲：阿部靖広 |
| 03. | メロディー（玉置浩二）－ライブ録音－    | 作詞・作曲：玉置浩二 編曲：多田三洋          |
| 04. | 東京（やしきたかじん）                  | 作詞・及川眠子 作曲：川上明彦 編曲：斉藤真也 |
| 05. | 思秋期（岩崎宏美）                      | 作詞・阿久悠 作曲：三木たかし 編曲：斉藤真也 |
| 06. | みずいろの雨（八神純子）                | 作詞：三浦徳子 作曲：八神純子 編曲：斉藤真也 |
| 07. | 五番街のマリーへ（ペドロ&カプリシャス） | 訳詞：阿久悠 作曲：都倉俊一 編曲：斉藤真也   |
| 08. | DOWN TOWN（シュガー・ベイブ）           | 作詞：伊藤銀次 作曲：山下達郎 編曲：斉藤真也 |
| 09. | 星めぐりの歌                            | 作詞・作曲：宮沢賢治 編曲：高田 透           |
| 10. | 氷雨（日野美歌）－流しスタイル－ （※）  | 作詞・作曲：とまりれん 編曲：おかゆ          |

| 01. | ヨコハマ・ヘンリー（※1） | 作詞・作曲：OKAYU 編曲：高田 透                          |
| 02. | 82回目の春               | 作詞：野々田万照 作曲：おかゆ 編曲：野々田万照           |
| 03. | 青春の忘れもの（※2）     | 作詞：伊藤美和 作曲：六月ゆか＋吉永幸一 編曲：野々田万照 |
| 04. | オトナのワカレ           | 作詞・作曲：おかゆ 編曲：野々田万照                      |
| 05. | 愛してよ                 | 作詞・作曲：おかゆ 編曲：野々田万照                      |
| 06. | 愛をはじめないで（※1）   | 作詞・作曲：OKAYU 編曲：高田 透                          |
| 07. | ピエロ                   | 作詞・作曲：おかゆ 編曲：野々田万照                      |
| 08. | 独り言                   | 作詞・作曲：吉幾三 編曲：野々田万照                      |
| 09. | たまごやき               | 作詞・作曲：おかゆ 編曲：高田 透                         |
| 10. | 星旅                     | 作詞・作曲：おかゆ 編曲：阿部靖広                        |
| 11. | 桜綴                     | 作詞・作曲：おかゆ 編曲：多田三洋                        |
| 12. | 真夜中のマーメイド       | 作詞・作曲：おかゆ 編曲：阿部靖広                        |
| 13. | おかゆの夢は夜ひらく     | 作詞・おかゆ 作曲：曾根幸明 編曲：野々田万照             |
| 14. | 赤いひまわり             | 作詞・作曲：おかゆ 編曲：多田三洋                        |
| 15. | ガラクタのど真ん中で     | 作詞・作曲：おかゆ 編曲：阿部靖広                        |

| 01. | ロンリー・ガール（佐東由梨）             | 作詞：松本隆・作曲：筒美京平 編曲：鈴木 豪        |
| 02. | 翼の折れたエンジェル（中村あゆみ）       | 作詞・作曲：高橋研 編曲：鈴木 豪                  |
| 03. | ジョニィへの伝言（ペドロ＆カプリシャス） | 作詞：阿久 悠・作曲：都倉俊一 編曲：斉藤真也      |
| 04. | CAT'S EYE（杏里）                        | 作詞：三浦徳子 作曲：小田裕一郎 編曲：綾瀬 悠     |
| 05. | フライディ・チャイナタウン（泰葉）       | 作詞：荒木とよひさ 作曲：海老名泰葉 編曲：鈴木 豪 |
| 06. | くれないホテル（西田佐知子）             | 作詞：橋本淳 作曲：筒美京平 編曲：斉藤真也        |
| 07. | 夜空（五木ひろし）                       | 作詞：山口洋子 作曲：平尾昌晃 編曲：鈴木 豪       |
| 08. | グッドバイ・モーニング（サンディー）     | 作詞：庄野真代 作曲：中島 薫 編曲：阿部靖広       |
| 09. | 化粧（中島みゆき）                       | 作詞・作曲：中島みゆき 編曲：多田三洋             |
| 10. | 女のブルース（藤圭子）－流しスタイル－   | 作詞：石坂まさを 作曲：猪俣公章 編曲：おかゆ      |
| 11. | Amazing Grace（讃美歌より）              | 日本語詞：おかゆ 編曲：多田三洋                   |

### 映像作品
| 00. | オープニング                                  |
| 01. | リハーサル                                    |
| 02. | サプライズ                                    |
| 03. | 「星旅」 Live at Melody Laine                 |
| 04. | 「愛してよ」 Live at Melody Laine             |
| 05. | MVトーク                                      |
| 06. | 「桜綴」 Live at MANDALA                      |
| 07. | 「赤いひまわり」 Live at MANDALA              |
| 08. | 楽屋トーク                                    |
| 09. | エンドトーク（皆さまへ）                      |
| 10. | 「ガラクタのど真ん中で」 Live at Melody Laine |
| 11. | おまけ                                        |

| 01. | プロローグ                         |                                                 |
| 02. | 朝日楼（ちあきなおみ）             | 訳詞：浅川マキ 作曲：筒美京平 編曲：斉藤真也    |
| 03. | リハ風景1                          |                                                 |
| 04. | 一杯のジュテーム（秋元順子）       | 作詞：おかゆ 作曲：おかゆ 編曲：おかゆ          |
| 05. | 翼の折れたエンジェル（中村あゆみ） | 作詞・作曲：高橋 研 編曲：斉藤真也              |
| 06. | リハ風景2                          |                                                 |
| 07. | 枯葉（シャンソンより）             | 日本語詞：岩谷時子 作曲：J.Kosma 編曲：斉藤真也 |
| 08. | グッドバイ・モーニング（サンデー） | 作詞：庄野真代 作曲：中島 薫 編曲：斉藤真也     |
| 09. | エピローグ                         |                                                 |

### ウギャル音楽部
| 2013年7月10日 | 漁師BEST | デジタルコンテンツ              |
| 2013年7月10日 | \| 01. \| 兄弟船（鳥羽一郎） \| 作詞：星野哲郎 作曲：船村徹 \| \| 02. \| 北の漁場（北島三郎） \| 作詞：新條カオル 作曲：桜田誠一 \| \| 03. \| 祝い酒（門脇陸男） \| 作詞：千葉幸雄 作曲：中村典正 \| | デジタルコンテンツ              |
| 2013年7月10日 | 日本クラウン、 レコチョクの配信のみ | デジタルコンテンツ              |
| 01.           | 兄弟船（鳥羽一郎） | 作詞：星野哲郎 作曲：船村徹     |
| 02.           | 北の漁場（北島三郎） | 作詞：新條カオル 作曲：桜田誠一 |
| 03.           | 祝い酒（門脇陸男） | 作詞：千葉幸雄 作曲：中村典正   |

### テレビ東京 シナぷしゅ
| 2021年12月1日 | あいうえーお！で はじまりぷしゅ                                         | CD  |
| 2021年12月1日 | ふゆのキセキ 作詞：開 一夫（東大赤ちゃんラボ） 作曲、編曲：信澤宣明     | CD  |
| 2021年12月1日 | アルバムの中の1曲 シナぷしゅ、2020年12月の歌 日本コロムビア：COCX-41632 | CD  |
| 2021年12月1日 | あいうえーお！で ヨロレイヒ♪                                            | DVD |
| 2021年12月1日 | ふゆのキセキ 作詞：開 一夫 作曲、編曲：信澤宣明 アニメーション：水井 翔 | DVD |
| 2021年12月1日 | 上記、COCX-41632のDVD盤 日本コロムビア：COBC-7259                       | DVD |

### 提供曲
| 01                                                                      | 2018年 8月1日  | 椎名佐千子 | お赤飯の唄                                                            | 作詞：弓岡勝美 作曲：おかゆ 編曲：松井忠重               | KICM- 30872 |
| 01                                                                      | 2018年 8月1日  | 椎名佐千子 | 舞鶴おんな雨〜浪漫編〜のカップリング曲。椎名×おかゆ名義のデュエット曲 |                                                          | KICM- 30872 |
| 02                                                                      | 2019年 1月23日 | 小金沢昇司 | 青春の忘れもの                                                        | 作詞：伊東美和 作曲：六月ゆか＋吉永幸一 編曲：野々田万照 | KICM- 30901 |
| 02                                                                      | 2019年 1月23日 | 小金沢昇司 | 雨の交差点                                                            | 作詞・作曲：おかゆ 編曲：野々田万照                      | KICM- 30901 |
| 03                                                                      | 2019年 9月4日  | 水田竜子   | 札幌すすきのエレジー                                                  | 作詞・作曲：六月ゆか 編曲：野々田万照                    | KICM- 30936 |
| 03                                                                      | 2019年 9月4日  | 水田竜子   | 桂浜哀歌のカップリング曲                                              |                                                          | KICM- 30936 |
| 04                                                                      | 2022年 10月5日 | 秋元順子   | 一杯のジュテーム                                                      | 作詞・作曲：おかゆ 編曲：多田三洋                        | KICM- 31080 |
| 04                                                                      | 2022年 10月5日 | 秋元順子   | カップリング曲は「愛を手繰って」                                      |                                                          | KICM- 31080 |
| ※ 01,04 はおかゆ名義。02,03 は六月ゆか名義 いずれも発売はキングレコード |                |            |                                                                       |                                                          |             |

※ ジャケット写真付きディスコグラフーはここから

## 主な出演番組

### テレビ レギュラー
- あなたが出会った昭和の名曲（BS11） 内のコーナー「おかゆの日本列島流し」 2017年4月6日 - 2019年3月28日
- 徳光和夫の名曲にっぽん（BSテレビ東京) - 2018年10月12日よりアシスタントMC

### テレビ
- THEカラオケ★バトル（テレビ東京）
  - 2017年4月12日「歌の異種格闘技戦〜ルーキーズカップ」（「柳ヶ瀬ブルース」98.156点、「人形の家」97.647点）
  - 2017年5月10日「歌の異種格闘技戦〜悲願の初優勝争奪戦」（「さそり座の女」98.796点）
  - 2017年10月11日「2017年間チャンピオン決定戦 最終枠争奪戦」（女のブルース」99.260点、「酒と泪と男と女」99.250点・優勝）
  - 2017年10月18日「2017年間チャンピオン決定戦」（「すずめの涙」98.809点）
  - 2017年12月20日「最強女子ボーカリストカップ2017」（「曼珠沙華」99.007点、「夜間飛行」99.550点・優勝）
  - 2020年8月3日
- 由紀さおりの素敵な音楽館（BS-TBS） - 2017年6月9日
- 歌え!昭和のベストテン（BS日テレ） - 2017年7月15日・8月19日
- 歌いーな!（テレビ東京） - 2017年10月6日・12月28日
  - 2017年5月26日 - 「おんな流しのブルース」歌唱
- ごごウタ（NHK） - 2018年12月7日、2019年5月24日・9月27日、2020年7月22日・10月2日
- 新日本風土記「演歌」（NHK-BS） - 2018年12月21日
- 観光タクシーで行く! 日本一周ごくらく旅（BS-TBS） - 2019年7月4日、7月11日、8月8日、8月15日
- うたコン（NHK） 
  - 2019年5月14日、10月8日
  - 2020年2月18日-「圭子の夢は夜開く」、6月16日-「五番街のマリーへ」
  - 2021年4月6日-「難破船」、6月29日-「おかゆの夢は夜ひらく」、8月31日-「星旅」、10月12日-「シルエット・ロマンス」を大橋純子と一緒に
  - 2022年1月25日-「氷雨」、6月21日-「赤いひまわり」、11月8日-「越冬つばめ」
  - 2023年2月21日-「時代」、6月20日-「居酒屋」「渋谷のマリア」
  - 2024年4月23日-「伊勢佐木町ブルース」、10月1日-「渋谷ぼっちの歌謡曲」
- かちかちpress（サガテレビ） - 2019年9月23日 - 27日
- 明日へつなげるコンサート（NHK） - 2019年8月3日
- カラオケ大賞（チバテレビ）- 2019年11月4日 他
- 第53回 NHK福祉大相撲（NHK）- 2020年2月22日
- うたなび!（日音）- 2020年9月21日 - 9月27日、2022年8月21日[25]、2023年5月17日・6月21日 - 6月28日
- うたなびMAX（日音）- 2024年5月8日・15日・22日、2025年5月7日・14日・21日・28日
- 昭和歌謡ベストテンDX（BS-TBS） 
  - 2021年7月1日・8日、9月9日・23日、11月18日、12月23日
  - 2022年3月3日・24日、4月28日、6月9日・23日、 7月30日、9月1日・8日・22日、10月6日・27日-「白い色は恋人の色」「ロンリー・チャップリン」歌唱、11月3日
  - 2023年1月5日・12日、2月2日・9日、3月2日・30日、5月25日、6月15日、7月20日、8月10日（ナビゲーター）・24日、9月14日、10月12日・19日、11月9日・23日・30日、12月14日（ナビゲーター）
  - 2024年1月11日・25日、3月21日
- MUSIC X（BS-TBS）- 2024年4月4日 - 6月6日
- 洋子の演歌一直線 （テレビ東京） - 2019年5月26日、2019年11月10日、2020年7月26日、 2021年2月7日、2021年7月4日、2022年7月10日、2023年9月17日、2024年7月14日
- はやウタ（NHK） - 2021年6月6日、 2022年5月16日、 2023年3月30日- 11月13日、2024年5月13日 - 11月25日、
- 開運音楽堂（TBS） - 2020年6月20日、2021年8月21日、2022年2月12日
- 歌謡最前線（BS12） - 2022年9月16日
- BS演歌の花道（BSテレ東）- 2020年3月10日-「新宿の女」、12月22日-「花」、2022年6月30日-「夜へ急ぐ人」、10月2日-「秋桜」
- 新・BS日本のうた（NHK BS） - 2022年11月13日、2023年4月9日 - 8月20日、2024年3月24日 - 8月18日、2025年1月5日、
- それゆけ! 演歌アウトドア倶楽部（歌謡ポップスチャンネル） - 2022年11月23日
- 歌謡プレミアム（BS日テレ） - 2023年2月6日
- 新・3人の歌仲間（BS日テレ） - 2023年5月9日・16日・23日・30日
- 昭和歌謡パレード（BSフジ） - 2023年5月17日、2024年1月24日 - 1月31日 - 8月28日、2025年4月30日 - 5月14日
- ひるまでウォッチン!（tbcテレビ） - 2023年5月26日
- 人生、歌がある（BS朝日） - 2023年6月3日 - 7月28日 - 12月23日、2024年2月10日 - 6月8日、2025年1月1日（正月特番）
- そのとき、歌は流れた〜時代を彩った昭和名曲〜（BS日テレ） - 2023年10月11日 - 10月18日 - 11月4日、2024年3月13日 - 4月10日、2025年5月14日
- ゴッドタン 第22回芸人マジ歌選手権SP（テレビ東京） - 2025年1月1日

### ラジオ レギュラー
- ラジオアミューズメントパーク『ラジおかゆ』（文化放送[26]・地方局ネット）2019年・2020年・2021年・2022年・2023年・2024年[27] -、野球中継の無い、各年度10月 〜 3月のみ放送
- まるごと!エンタメ〜ション（STVラジオ）内コーナー『おかゆのほっかいどう流し旅』2020年4月3日 - 9月25日
- Music Palette♪（TBSラジオ）内コーナー『私のプレイリスト』2020年10月 - 2024年3月
- にゅーとぴ♪（TBSラジオ）2024年4月 - 、毎週月曜 4:00～5:00

### ラジオ ゲスト
- 原田悠里のちょっと寄んなっせ♪（熊本放送）2019年8月12日
- CBC歌謡ベストテン（CBC）2019年8月
- 倉富顕子の演歌にっぽん（KBCラジオ）2019年8月
- ひるかラ!MIX（NBCラジオ）2019年9月3日
- 走れ歌謡曲（文化放送）2019年9月13日、2020年8月1日
- 小金沢くんの波乗り歌謡曲（ラジオ日本裏送り）2019年10月、2020年7月
- 松本英子のサウンドスケッチ（かしわプロダクション、宮崎放送ほか）2019年11月23日、2022年5月14日
- オハヨー!ほっかいどう（STVラジオ）2020年4月3日
- 吉川のりおスーパーライブ（STVラジオ）2020年4月3日
- 工藤じゅんきの十人十色（STVラジオ）2020年4月3日
- イチオシ歌のパラダイス（NHKラジオ第一）2020年9月9日
- 加藤裕介の横浜ポップJ（ラジオ日本）2019年7月8日、2022年9月22日、2023年2月13日、2024年11月21日
- ヴァイナル・ミュージック - for. EK - 大人の歌謡クラブ（文化放送）2022年7月30日
- 横山波音のまるごとMUSIC（FMみっきぃ）2022年9月3日
- 森下仁丹 Presents バイオRadio!（兵庫エフエム放送）
  - 2022年9月3日
  - 2023年2月25日、3月4日
- ガキパラ 〜NEXT STAGE〜（文化放送）2022年4月5日、2023年1月31日
- いつも心に歌謡曲（HBC北海道放送）2022年9月11日
- おはよう歌一番（ラジオ日本）2022年10月14日、2023年3月4日
- タブレット純 音楽の黄金時代（ラジオ日本）2022年10月22日
- OBC 新春スペシャル 今年もはばたけ!!歌謡曲（ラジオ大阪）2023年1月1日
- MUSIX（TBSラジオ）2023年1月2日
- 今日は一日演歌三昧（NHK-FM）2023年5月3日
- きく!ラジオ（CBC）2023年5月24日
- 三上公也の朝は恋人（ラジオ関西）2023年5月25日
- 音楽の時間ですよ(ぎふチャン) 2024年10月21日
- 演歌♪カウントダウン(ぎふチャン) 2024年11月3日
- 鎌田俊哉の!えモンカケ(文化放送) 2025年2月8日-15日
- FRIDAY MUSIC★Attack(STVラジオ) 2025年2月28日

その他、多数……

### USEN
- 元気はつらつ歌謡曲『おかゆーせん』2024年4月～毎月曜日 3:00,11,00,19:00の1日3回(60分番組) ※隔週月曜日更新

### CM
- 「視点を変える篇」（BS11、2017年6月11日 - 。有楽町ビックカメラビジョン等でも放映）[28]
- 第一興商 DAM STADIUMバーチャルカラオケ（東京ナイトクラブ）

### ネット番組
- おかゆのじかん （YouTube、ニコニコ動画）
- おかゆーちゅーぶ (YouTube)

### 出版
- BRUTUS（2015年11月号） - 「“平成のおんなギター流し”おかゆの九州突撃記。」
- BARFOUT!（2016年6月号。Vol.249） - Jr.MARQUES対談
- 月刊ミュージックスター（エクシング・ミュージックエンタテイメント）（2019年 7月号）他
- 月刊TORA（アール・シー日音）（2020年7月号）-表紙
- 月刊カラオケファン（ミューズ）-連載「おかゆMaking!」（2022年4月号 - 12回）他
- 月刊歌の手帖（歌の手帖社）（2022年8月号）他
- エッセー 『私の東京物語』（東京新聞） - 連載 2022年11月24日 - 全10回

### Webマガジン
- ぴあ関西版（2022年2月15日） - インタビュー
- カラフル（2022年） - インタビュー